# Рекорд (Бельсько-Бяла)

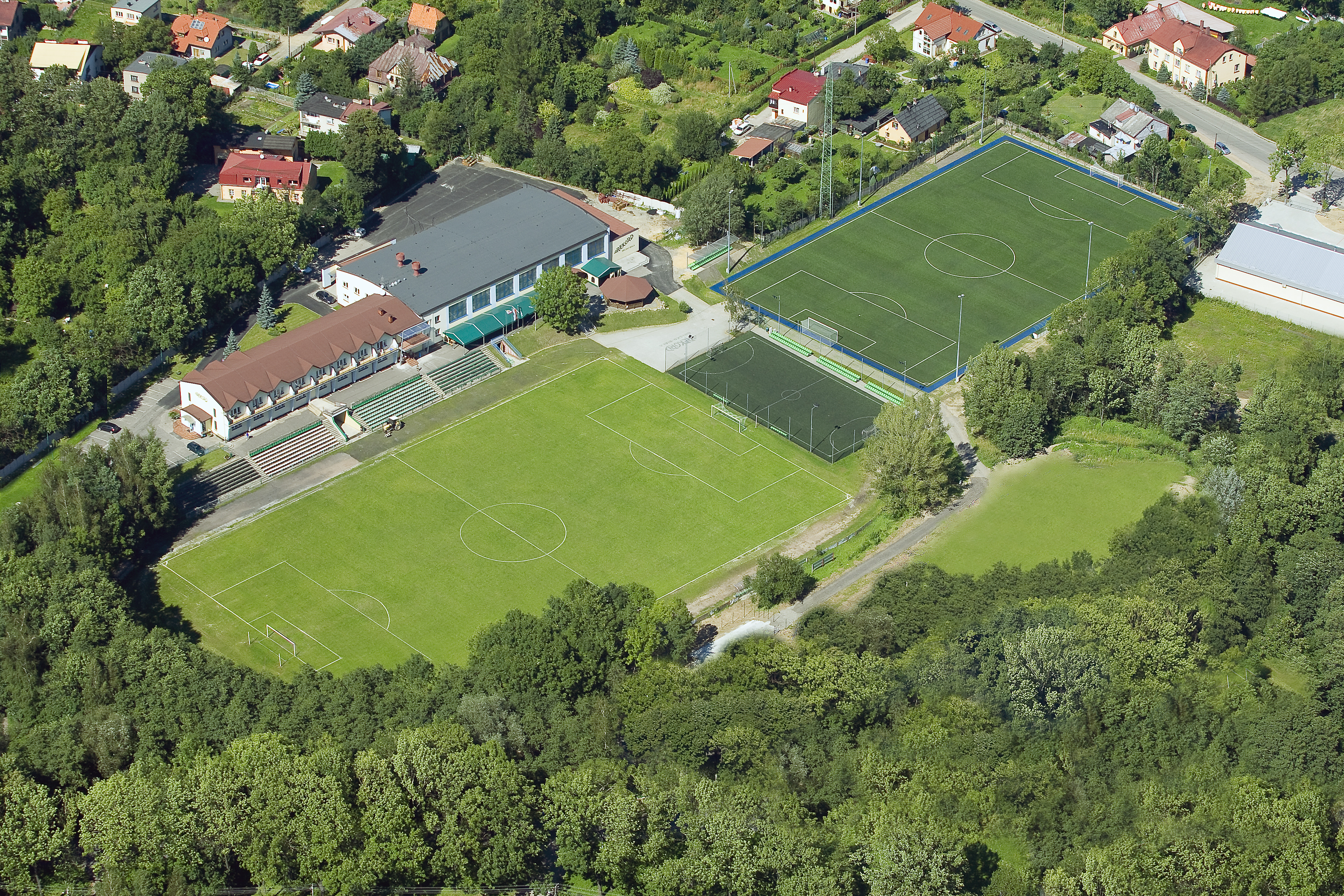
Панорама бази БСТ «Рекорд» (Бельсько-Бяла)

Бескидське спортивне товариство «Рекорд» Бельсько-Бяла (пол. Beskidzkie Towarzystwo Sportowe Rekord Bielsko-Biała) — польський футбольний клуб з Бельсько-Бяли, заснований у 1994 році. Виступає у Третій лізі. Домашні матчі приймає на однойменному стадіоні, місткістю 1 000 глядачів.

## Загальна інформація
При клубові також існує жіноча футбольна команда, а також чоловіча футзальна команда під тією самою назвою.

## Титули і досягнення у футзалі
- Екстракляса:
  -  Чемпіон (5): 2013/14, 2016/17, 2017/18, 2018/19, 2019/20
  -  Срібний призер (1): 1995/96
  -  Бронзовий призер (4): 2010/11, 2011/12, 2014/15, 2015/16

- Перша ліга:
  -  Переможець (1): 2008/09

- Кубок Польщі
  -  Володар (3): 2012/13, 2017/18, 2018/19
  -  Фіналіст (2): 2014/15, 2015/16

- Суперкубок Польщі
  -  Володар (4): 2013, 2017, 2018, 2019